# Кучугура-Кучеренко, Иван Иович
Иван Иович Кучугура-Кучеренко (7 июля 1878, Мурафа, Богодуховский уезд, Харьковская губерния, Российская империя — 24 ноября 1937, г.. Харьков, Украинская ССР; по другим данным: 1869 — 1942, Харьковщина, Украинская ССР) — известный кобзарь, общественный деятель, благовестник Украинской Автокефальной церкви. Народный артист УССР (1925).

## Биография
В детстве в три года переболел оспой и потерял зрение.
Учился кобзарскому делу в начале в Степана Бидыло а затем в священника Павла Гащенка в с. Конатантинивкы, Богодуховского уезда. Многое перенял у Степана Пасюга и П.Древченка . Большое влияние на мастерство игры Кучеренко имел Хоткевич и Афанасий Сластион .
После ХII Археологического съезда (1902) на Ивана Кучеренко обратила внимание украинская интеллигенция. Пытаясь привить певцу основы сценического исполнения, с кобзарем занимались известные музыкальные деятели и этнографы. В связи с этим Филарет Колесса писал:
В 1908 году Николай Лысенко пригласил Ивана Кучеренко преподавать в Киевской музыкально-драматической школе. Несмотря на трудности, преподавание длилось два года (до 1910 года).
В 1912 году выступал в Варшаве и других городах Польши. Сделал записи на патефоне и граммофоне.
В 1913 году выступал в Петербурге, где за два с половиной месяца дал более 40 концертных выступлений, а потом поехал в Москву, где выступал на симпозиумах организовано В. Шевченко по приглашению общества «Кобзарь».
В декабре 1915 года в Екатеринославе в помещении Коммерческого клуба местная «Просвита» устроила вечер украинской народной песни с участием Кучугуры-Кучеренко и хора под руководством В. Петрушевского .
В 1919 году Кучеренко присудили звание народного артиста Украинской Народной Республики .
В 1925 года Кучеренко присудили звание народного артиста УССР .

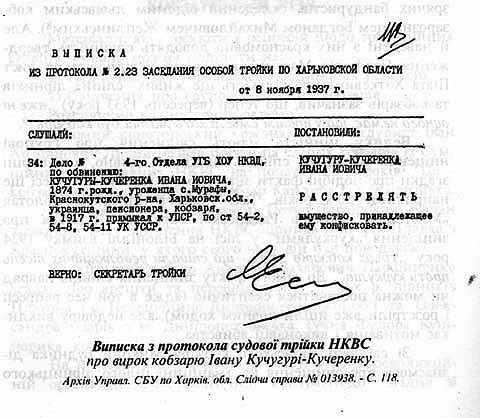
Приговор смерти И. Сугробе-Кучеренко

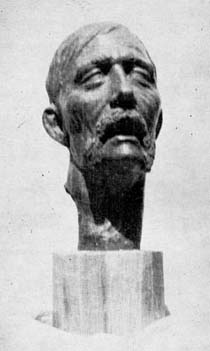
Смертная маска И. Кучеренко. Работа Ф. Емца

Вместе с Хоткевичем составил думу о тяжелой жизни кобзарей (1902).
Мастер музыкальных инструментов (самостоятельно делал бандуры). Было много учеников из среды зрячих.
Был женат на сестре своего учителя Павла Гащенка. Дети в 1920-х годах выступали вместе с отцом.
Всю жизнь вёл активную общественную работу. А в 1919 году его силой мобилизуют в состав красных агитбригад. Позже он стал одним из руководителей Мурафьянського комбеда .
В 1937 году его арестовывают за так называемое «участие в контрреволюционной организации». По приговору «особой тройки» от 24 ноября 1937 года Иван Кучугура-Кучеренко был казнён. Похоронен в Харькове, в братской могиле на Польском мемориальном кладбище. По другим данным, в 1939 году был арестован и сослан большевиками. По фальшивым показаниям Ф. Лаврова был расстрелян немцами в 1942 году.
В 1939 году на съезде кобзарей в Киеве он не присутствовал и в статьях о развитии советского кобзарства, которые печатались в конце 50-х и начале 60-х годов XX века не упоминается. В списке украинских артистов, получивших звание Народного артиста, его имя и сегодня отсутствует.
Лишь с 70-х годов ХХ в.появились отдельные статьи и воспоминания об кобзаре, а дату смерти, которая была засекречена, подали, как — 1943 год — чтобы читатель думал, что кобзарь умер во время немецкой оккупации.

### Репертуар
Знал 8 дум, среди них искусно исполнял:
- «Алеши Поповича» ,
- «Думу о плаче невольников» ,
- «Хмельницкого и Барабаша» ,
- «О смерти Хмельницкого» .
- О смерти Кодака-бандуриста
- Бедная вдова и три сына

В репертуаре было более 300 песен.
Автор известной песни «На высокой очень круче» (на смерть Тараса Шевченко).

## Ученики
- Федор Глушко
- Василий Емец
- А. Гемба